# Déli bogáncscincér
A déli bogáncscincér (Agapanthia cynarae) a cincérfélék családjába tartozó, Dél-Európában és Kis-Ázsiában honos, lágyszárú növényeken élő bogárfaj. 

## Megjelenése
A déli bogáncscincér testhossza 15-23 mm. Testalkata karcsú, megnyúlt. Feje a többi cincérhez hasonlóan a test tengelyére merőlegesen, lefelé mutat. Színe fekete, esetenként kékes fénnyel. A szárnyfedőket ritkás sárga szőrök fedik. A fej és az előhát középvonalán, valamint az előhát két oldalán sűrű sárga szőrcsík húzódik; szintén sárga a pajzsocska (scutellum) is. A szárnyfedők oldalsó peremének és a potroh hasi oldalának is sűrűbb a sárga szőrözete. A fej és az előháta durván és ráncosan pontozott, a szárnyfedők pontozása hátrafelé fokozatosan finomodik. Hosszú, ívelt csápja fehéren gyűrűzött. 

## Elterjedése és életmódja
Dél-Európában (a Pireneusoktól a Balkánig), Kis-Ázsia nyugati részén, valamint a Kárpát-medencében honos. Magyarországon ritka, Budapest, Pécs és Kaposvár környékén ismertek állományai. 
Lárvája különböző lágyszárú kórók szárában él (elsősorban bogáncsok - Carduus, Cirsium, Onopordon, de sisakvirág vagy medveköröm is). Elsősorban a szár alsó, vastagabb részében tartózkodik, itt is bábozódik be. Bábkamrájának bejáratát törmelékkel tömeszeli el. Életciklusa egy évig tart. Az imágó májustól júliusig rajzik és többnyire a tápnövény levelein, szárán található. 

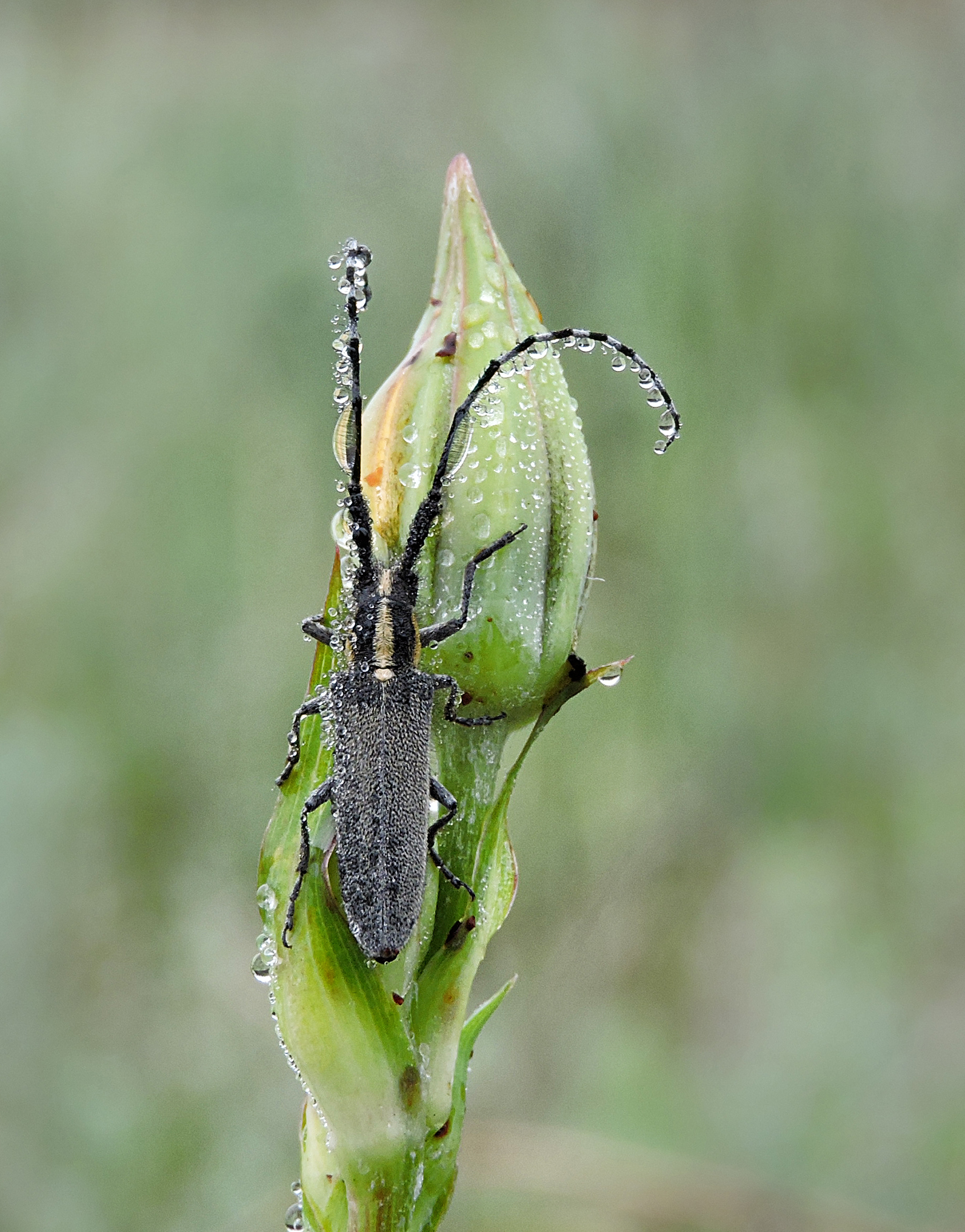
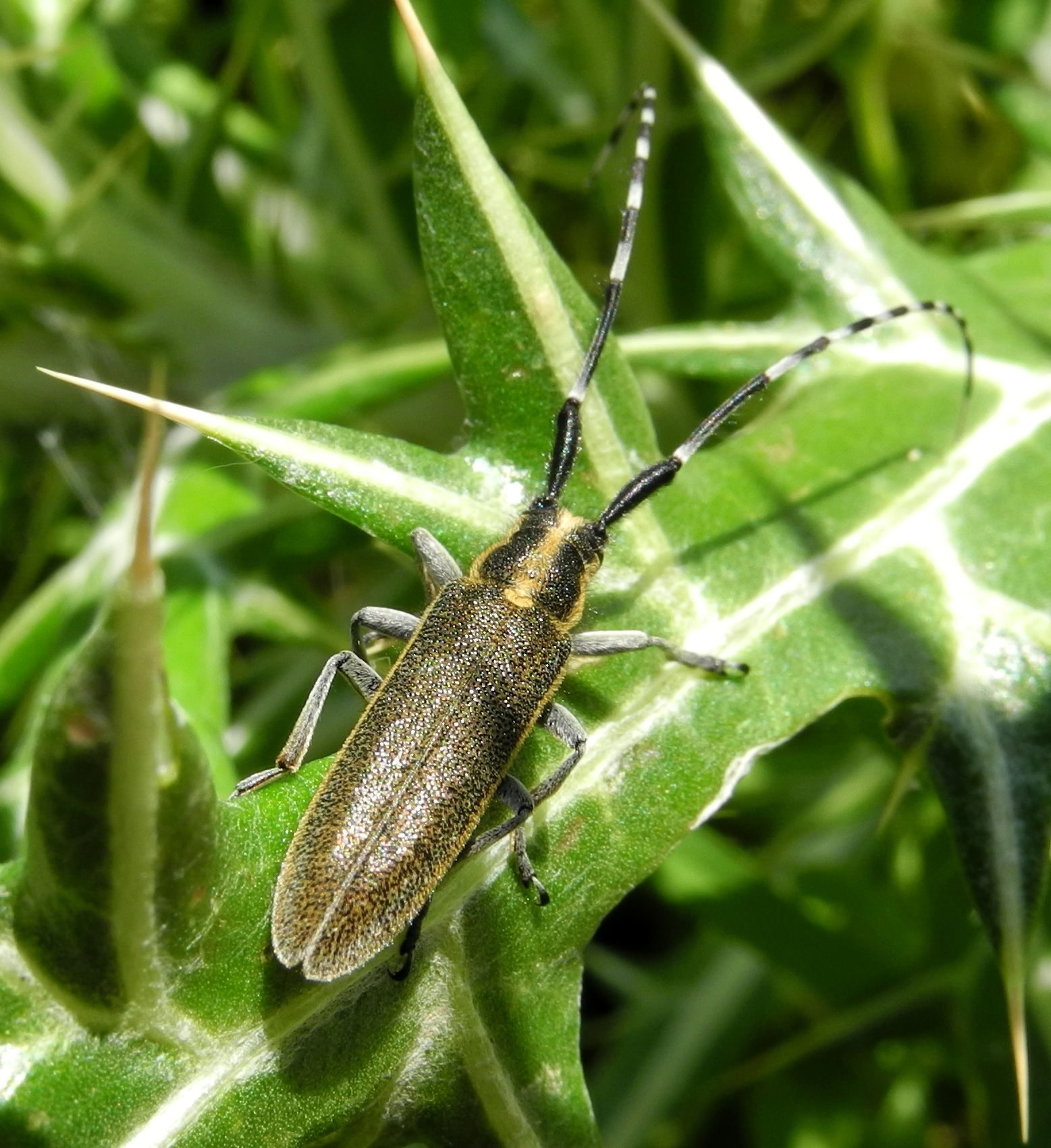
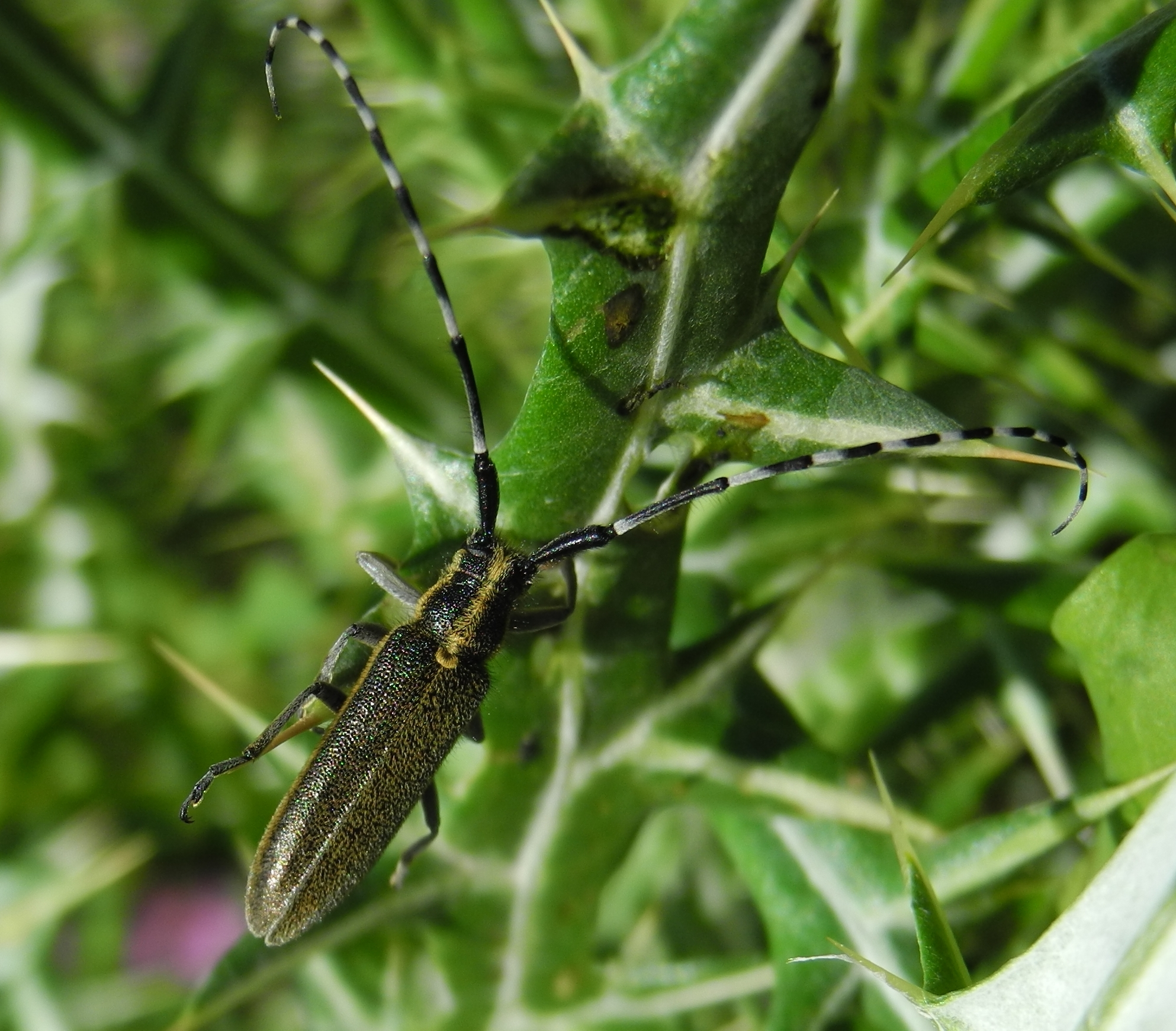
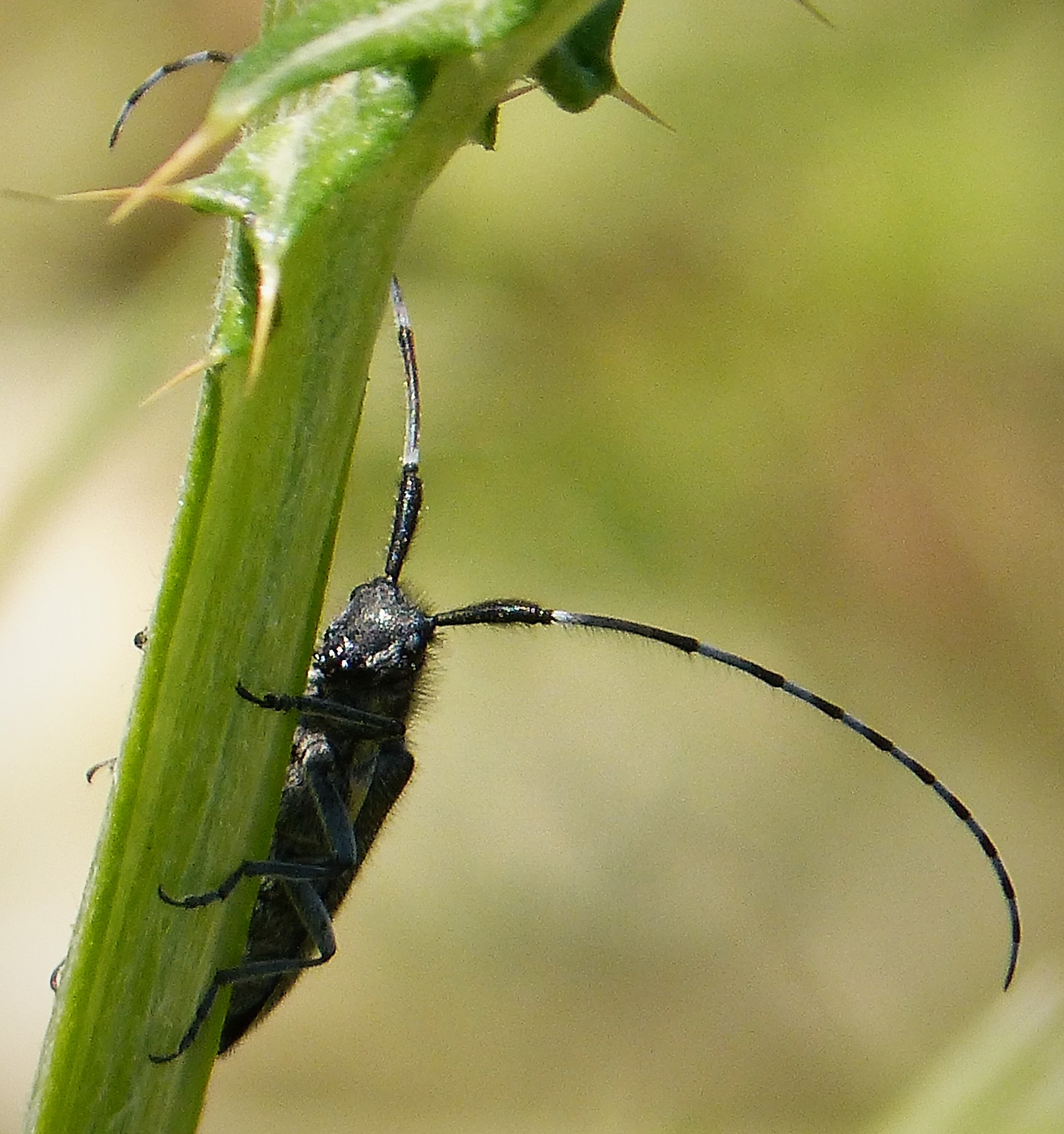
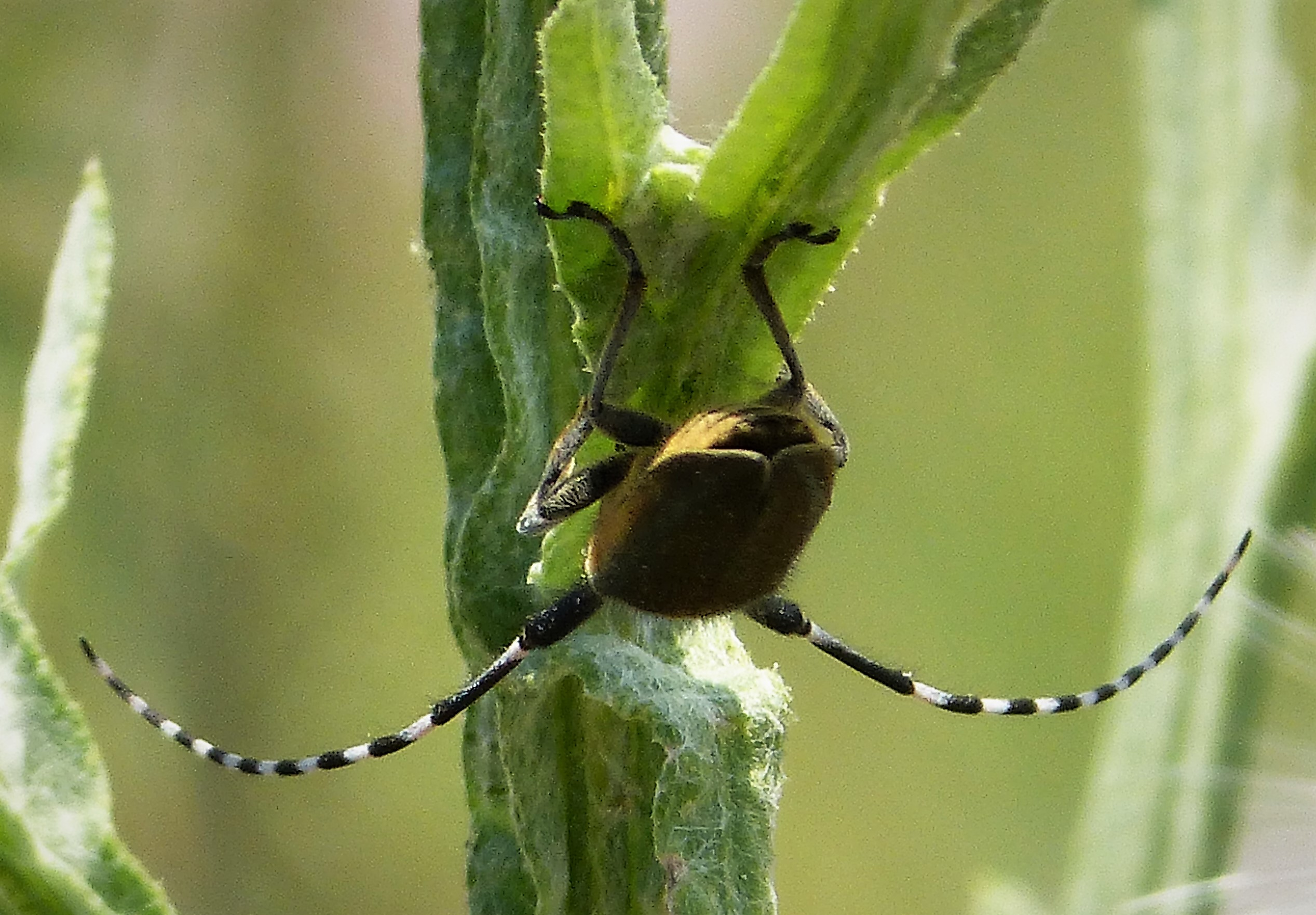

Magyarországon nem védett.